# Primetime Emmy Award du meilleur acteur dans une série télévisée dramatique
Pour les articles homonymes, voir Emmy du meilleur acteur.
Le Primetime Emmy Award du meilleur acteur dans une série dramatique (Primetime Emmy Award for Outstanding Lead Actor in a Drama Series) est une récompense de télévision remise depuis 1956 au cours de la cérémonie annuelle des Primetime Emmy Awards.

## Palmarès
Note : L'année indiquée est celle de la cérémonie. Les lauréats sont indiquées en tête de chaque catégorie et en caractères gras.

### Années 1950
- 1956 : Robert Young pour son rôle dans Papa a raison (Father Knows Best)
- 1957 : Robert Young pour son rôle dans Papa a raison (Father Knows Best)
- 1958 : aucune récompense
- 1959 : Raymond Burr pour son rôle dans Perry Mason

### Années 1960
- 1960 : Robert Stack pour son rôle dans Les Incorruptibles (The Untouchables)
- 1961 : Raymond Burr pour son rôle dans Perry Mason
- 1962 : E. G. Marshall pour son rôle dans Les Accusés (The Defenders)
- 1963 : E. G. Marshall pour son rôle dans Les Accusés (The Defenders)
- 1964 : aucune récompense
- 1965 : aucune récompense
- 1966 : Bill Cosby pour son rôle dans Les Espions (I Spy)
- 1967 : Bill Cosby pour son rôle dans Les Espions (I Spy)
- 1968 : Bill Cosby pour son rôle dans Les Espions (I Spy)
- 1969 : Carl Betz pour son rôle dans Judd, for the Defense

### Années 1970
- 1970 : Robert Young pour son rôle dans Docteur Marcus Welby (Marcus Welby, M.D.)
- 1971 : Hal Holbrook pour son rôle dans The Bold Ones: The Senator
- 1972 : Peter Falk pour son rôle dans Columbo
- 1973 : Richard Thomas pour son rôle dans La Famille des collines (The Waltons)
- 1974 : Telly Savalas pour son rôle dans Kojak
- 1975 : Robert Blake pour son rôle dans Baretta
- 1976 : Peter Falk pour son rôle dans Columbo
- 1977 : James Garner pour son rôle dans 200 dollars plus les frais (The Rockford Files)
- 1978 : Edward Asner pour son rôle dans Lou Grant
- 1979 : Ron Leibman pour son rôle dans Kaz

### Années 1980
- 1980 : Edward Asner pour son rôle dans Lou Grant
- 1981 : Daniel J. Travanti pour son rôle dans Capitaine Furillo (Hill Street Blues)
- 1982 : Daniel J. Travanti pour son rôle dans Capitaine Furillo (Hill Street Blues)
- 1983 : Ed Flanders pour son rôle dans Hôpital St Elsewhere (St. Elsewhere)
- 1984 : Tom Selleck pour son rôle dans Magnum (Magnum, P.I.)
- 1985 : William Daniels pour son rôle dans Hôpital St Elsewhere (St. Elsewhere)
- 1986 : William Daniels pour son rôle dans Hôpital St Elsewhere (St. Elsewhere)
- 1987 : Bruce Willis pour son rôle dans Clair de lune (Moonlighting)
- 1988 : Richard Kiley pour son rôle dans A Year in the Life
- 1989 : Carroll O'Connor pour son rôle dans Dans la chaleur de la nuit (In the Heat of the Night)

### Années 1990
- 1990 : Peter Falk pour le rôle du lieutenant Columbo dans Columbo
- 1991 : James Earl Jones pour le rôle de Gabriel Bird dans Gabriel Bird
- 1992 : Christopher Lloyd pour le rôle d'Alistair Dimple dans Les Contes d'Avonlea
- 1993 : Tom Skerritt pour le rôle de Jimmy Brock dans Un drôle de shérif (Picket Fences)
- 1994 : Dennis Franz pour le rôle d'Andy Sipowicz dans  New York Police Blues (NYPD Blue)
- 1995 : Mandy Patinkin pour le rôle du Dr Jeffrey Geiger dans Chicago Hope : La Vie à tout prix (Chicago Hope)
- 1996 : Dennis Franz pour le rôle d'Andy Sipowicz dans New York Police Blues (NYPD Blue)
- 1997 : Dennis Franz pour le rôle d'Andy Sipowicz dans New York Police Blues (NYPD Blue)
- 1998 : Andre Braugher pour le rôle de Frank Pembleton dans Homicide (Homicide: Life On The Street)
- 1999 : Dennis Franz pour le rôle d'Andy Sipowicz dans New York Police Blues (NYPD Blue)

### Années 2000
- 2000 : James Gandolfini pour le rôle de Tony Soprano dans Les Soprano (The Sopranos)
  - Dennis Franz pour le rôle d'Andy Sipowicz dans New York Police Blues (NYPD Blue)
  - Jerry Orbach pour le rôle de Lennie Briscoe dans New York, police judiciaire (Law & Order)
  - Martin Sheen pour le rôle de Josiah Bartlet dans À la Maison-Blanche (The West Wing)
  - Sam Waterston pour le rôle de Jack McCoy dans New York, police judiciaire (Law & Order)

- 2001 : James Gandolfini pour le rôle de Tony Soprano dans Les Soprano (The Sopranos)
  - Andre Braugher pour le rôle du Dr Ben Gideon dans Gideon's Crossing
  - Dennis Franz pour le rôle d'Andy Sipowicz dans New York Police Blues (NYPD Blue)
  - Rob Lowe pour le rôle de Sam Seaborn dans À la Maison-Blanche (The West Wing)
  - Martin Sheen pour le rôle de Josiah Bartlet dans À la Maison-Blanche (The West Wing)

- 2002 : Michael Chiklis pour le rôle de Vic Mackey dans The Shield
  - Michael C. Hall pour le rôle de David Fisher dans Six Feet Under (Six Feet Under)
  - Peter Krause pour le rôle de Nate Fisher dans Six Feet Under (Six Feet Under)
  - Martin Sheen pour le rôle de Josiah Bartlet dans À la Maison-Blanche (The West Wing)
  - Kiefer Sutherland pour le rôle de Jack Bauer dans 24 Heures chrono (24)

- 2003 : James Gandolfini pour le rôle de Tony Soprano dans Les Soprano (The Sopranos)
  - Michael Chiklis pour le rôle de Vic Mackey dans The Shield
  - Peter Krause pour le rôle de Nate Fisher dans Six Feet Under (Six Feet Under)
  - Martin Sheen pour le rôle de Josiah Bartlet dans À la Maison-Blanche (The West Wing)
  - Kiefer Sutherland pour le rôle de Jack Bauer dans 24 Heures chrono (24)

- 2004 : James Spader pour le rôle d'Alan Shore dans The Practice : Donnell et Associés (The Practice)
  - James Gandolfini pour le rôle de Tony Soprano dans Les Soprano (The Sopranos)
  - Anthony LaPaglia pour le rôle du Jack Malone dans FBI : Portés disparus (Without a Trace)
  - Martin Sheen pour le rôle de Josiah Bartlet dans À la Maison-Blanche (The West Wing)
  - Kiefer Sutherland pour le rôle de Jack Bauer dans 24 Heures chrono (24)

- 2005 : James Spader pour le rôle d'Alan Shore dans Boston Justice (Boston Legal)
  - Hank Azaria pour le rôle du Dr Craig "Huff" Huffstodt dans Huff
  - Hugh Laurie pour le rôle du Dr Gregory House dans Dr House (House)
  - Ian McShane pour le rôle d'Al Swearengen dans Deadwood
  - Kiefer Sutherland pour le rôle de Jack Bauer dans 24 Heures chrono (24)

- 2006 : Kiefer Sutherland pour le rôle de Jack Bauer dans 24 Heures chrono (24)
  - Peter Krause pour le rôle de Nate Fisher dans Six Feet Under (Six Feet Under)
  - Denis Leary pour le rôle de Tommy Gavin dans Rescue Me : Les Héros du 11 septembre (Rescue Me)
  - Christopher Meloni pour le rôle d'Elliot Stabler dans New York, unité spéciale (Law & Order: Special Victims Unit)
  - Martin Sheen pour le rôle de Josiah Bartlet dans À la Maison-Blanche (The West Wing)

- 2007 : James Spader pour le rôle d'Alan Shore dans Boston Justice (Boston Legal)
  - James Gandolfini pour le rôle de Tony Soprano dans Les Soprano (The Sopranos)
  - Hugh Laurie pour le rôle du Dr Gregory House dans Dr House (House)
  - Denis Leary pour le rôle de Tommy Gavin dans Rescue Me : Les Héros du 11 septembre (Rescue Me)
  - Kiefer Sutherland pour le rôle de Jack Bauer dans 24 Heures chrono (24)

- 2008 : Bryan Cranston pour le rôle de Walter H. White dans Breaking Bad
  - Gabriel Byrne pour le rôle du Dr Paul Weston dans En analyse (In Treatment)
  - Michael C. Hall pour le rôle de Dexter Morgan dans Dexter
  - Jon Hamm pour le rôle de Don Draper dans Mad Men
  - Hugh Laurie pour le rôle du Dr Gregory House dans Dr House (House)
  - James Spader pour le rôle d'Alan Shore dans Boston Justice (Boston Legal)

- 2009 : Bryan Cranston pour le rôle de Walter H. White dans Breaking Bad
  - Simon Baker pour le rôle de Patrick Jane dans Mentalist (The Mentalist)
  - Gabriel Byrne pour le rôle du Dr Paul Weston dans En analyse (In Treatment)
  - Michael C. Hall pour le rôle de Dexter Morgan dans Dexter
  - Jon Hamm pour le rôle de Don Draper dans Mad Men
  - Hugh Laurie pour le rôle du Dr Gregory House dans Dr House (House)

### Années 2010
- 2010 : Bryan Cranston pour le rôle de Walter White dans Breaking Bad
  - Kyle Chandler pour le rôle d'Eric Taylor dans Friday Night Lights
  - Matthew Fox pour le rôle de Jack Shephard dans Lost : Les Disparus (Lost)
  - Michael C. Hall pour le rôle de Dexter Morgan dans Dexter
  - Jon Hamm pour le rôle de Don Draper dans Mad Men
  - Hugh Laurie pour le rôle du Dr Gregory House dans Dr House (House)

- 2011 : Kyle Chandler pour le rôle de Eric Taylor dans Friday Night Lights
  - Steve Buscemi pour le rôle de Enoch "Nucky" Thompson dans Boardwalk Empire
  - Michael C. Hall pour le rôle de Dexter Morgan dans Dexter
  - Jon Hamm pour le rôle de Don Draper dans Mad Men
  - Hugh Laurie pour le rôle de Gregory House dans Dr House (House)
  - Timothy Olyphant pour le rôle de Raylan Givens dans Justified

- 2012 : Damian Lewis pour le rôle de Nicholas Brody dans Homeland
  - Hugh Bonneville pour le rôle de Robert Crawley dans Downton Abbey
  - Steve Buscemi pour le rôle de Enoch Thompson dans Boardwalk Empire
  - Bryan Cranston pour le rôle de Walter White dans Breaking Bad
  - Michael C. Hall pour le rôle de Dexter Morgan dans Dexter
  - Jon Hamm pour le rôle de Don Draper dans Mad Men

- 2013 : Jeff Daniels pour le rôle de Will McAvoy dans The Newsroom
  - Hugh Bonneville pour le rôle de Robert Crawley, comte de Grantham dans Downton Abbey
  - Bryan Cranston pour le rôle de Walter White dans Breaking Bad
  - Jon Hamm pour le rôle de Don Draper dans Mad Men
  - Damian Lewis pour le rôle de Nicholas Brody dans Homeland
  - Kevin Spacey pour le rôle de Francis "Frank" Underwood dans House of Cards

- 2014 : Bryan Cranston pour le rôle de Walter White dans Breaking Bad
  - Jeff Daniels pour le rôle de Will McAvoy dans The Newsroom
  - Jon Hamm pour le rôle de Don Draper dans Mad Men
  - Woody Harrelson pour le rôle de Martin Hart dans True Detective
  - Kevin Spacey pour le rôle de Francis "Frank" Underwood dans House of Cards
  - Matthew McConaughey pour le rôle de Rustin Cohle dans True Detective

- 2015 : Jon Hamm pour le rôle de Don Draper dans Mad Men
  - Kyle Chandler pour le rôle de John Rayburn dans Bloodline
  - Jeff Daniels pour le rôle de Will McAvoy dans The Newsroom
  - Bob Odenkirk pour le rôle de Jimmy McGill dans Better Call Saul
  - Liev Schreiber pour le rôle de Raymond Donovan dans Ray Donovan
  - Kevin Spacey pour le rôle de Francis "Frank" Underwood dans House of Cards

- 2016 : Rami Malek pour le rôle de Elliot Alderson dans Mr. Robot
  - Kyle Chandler pour le rôle de John Rayburn dans Bloodline
  - Bob Odenkirk pour le rôle de Jimmy McGill dans Better Call Saul
  - Matthew Rhys pour le rôle de Philip Jennings dans The Americans
  - Liev Schreiber pour le rôle de Raymond Donovan dans Ray Donovan
  - Kevin Spacey pour le rôle de Francis "Frank" Underwood dans House of Cards
- 2017 : Sterling K. Brown pour le rôle de Randall Pearson dans This Is Us
  - Anthony Hopkins pour le rôle de Dr Robert Ford dans Westworld
  - Bob Odenkirk pour le rôle de Jimmy McGill dans Better Call Saul
  - Matthew Rhys pour le rôle de Philip Jennings dans The Americans
  - Liev Schreiber pour le rôle de Raymond Donovan dans Ray Donovan
  - Kevin Spacey pour le rôle de Francis "Frank" Underwood dans House of Cards
  - Milo Ventimiglia pour le rôle de Jack Pearson dans This Is Us

- 2018 : Matthew Rhys pour le rôle de Philip Jennings dans The Americans
  - Jason Bateman pour le rôle de Martin "Marty" Byrde dans Ozark
  - Sterling K. Brown pour le rôle de Randall Pearson dans This Is Us
  - Ed Harris pour le rôle de l'homme en noir dans Westworld
  - Milo Ventimiglia pour le rôle de Jack Pearson dans This Is Us
  - Jeffrey Wright pour le rôle de Bernard Lowe dans Westworld

- 2019 : Billy Porter pour le rôle de Pray Tell dans Pose
  - Jason Bateman pour le rôle de Martin "Marty" Byrde dans Ozark
  - Kit Harington pour le rôle de Jon Snow dans Game of Thrones
  - Sterling K. Brown pour le rôle de Randall Pearson dans This Is Us
  - Bob Odenkirk pour le rôle de Jimmy McGill dans Better Call Saul
  - Milo Ventimiglia pour le rôle de Jack Pearson dans This Is Us

### Années 2020
- 2020 : Jeremy Strong pour le rôle de Kendall Roy dans Succession
  - Steve Carell pour le rôle de Mitch Kessler dans The Morning Show
  - Jason Bateman pour le rôle de Martin 'Marty' Byrde dans Ozark
  - Billy Porter pour le rôle de Pray Tell dans Pose
  - Brian Cox dans le rôle de Logan Roy dans Succession
  - Sterling K. Brown pour le rôle de Randall Pearson dans This Is Us

- 2021 : Josh O'Connor pour le rôle du Prince Charles dans The Crown
  - Regé-Jean Page pour le rôle de Simon Basset dans La Chronique des Bridgerton
  - Jonathan Majors pour le rôle d'Atticus Freeman dans Lovecraft Country
  - Matthew Rhys pour le rôle de Perry Mason dans Perry Mason
  - Billy Porter pour le rôle de Pray Tell dans Pose
  - Sterling K. Brown pour le rôle de Randall Pearson dans This Is Us

- 2022 : Lee Jung-jae pour le rôle de Seong Gi-hun dans Squid Game
  - Jason Bateman pour le rôle de Martin 'Marty' Byrde dans Ozark
  - Brian Cox pour le rôle de Logan Roy dans Succession
  - Bob Odenkirk pour le rôle de Saul Goodman dans Better Call Saul
  - Adam Scott pour le rôle de Mark Scout dans Severance
  - Jeremy Strong pour le rôle de Kendall Roy dans Succession
- 2023 : Kieran Culkin pour le rôle de Roman Roy dans Succession
  - Jeff Bridges pour le rôle de Dan Chase dans The Old Man
  - Brian Cox pour le rôle de Logan Roy dans Succession
  - Bob Odenkirk pour le rôle de Saul Goodman dans Better Call Saul
  - Pedro Pascal pour le rôle de Joel Miller dans The Last of Us
  - Jeremy Strong pour le rôle de Kendall Roy dans Succession
- 2024 : Hiroyuki Sanada pour le rôle de Yoshii Toranaga dans Shōgun
  - Idris Elba pour le rôle de Sam Nelson dans Hijack
  - Donald Glover pour le rôle de John Smith / Michael dans Mr. et Mrs. Smith
  - Walton Goggins pour le rôle de La Goule dans Fallout
  - Gary Oldman pour le rôle de Jackson Lamb dans Slow Horses
  - Dominic West pour le rôle de Prince Charles dans The Crown

## Statistiques

### Nominations multiples
8 : Raymond Burr, Peter Falk, Dennis Franz, Jon Hamm
7 : James Garner
6 : Bryan Cranston, James Gandolfini, Michael C. Hall, Hugh Laurie, Martin Sheen, Kiefer Sutherland, Robert Young, Bob Odenkirk
5 : Edward Asner, William Daniels, Ed Flanders, Tom Selleck, Jimmy Smits, Kevin Spacey, Daniel J. Travanti, Sam Waterston, Edward Woodward
4 : Scott Bakula, Richard Boone, Sterling K. Brown, Kyle Chandler, Mike Connors, Anthony Edwards, Jack Klugman, Karl Malden, Michael Moriarty, Matthew Rhys, James Spader
3 : James Arness, Jason Bateman, Andre Braugher, Bill Cosby, Robert Culp, Jeff Daniels, John Forsythe, David Janssen, Peter Krause, Martin Landau, Liev Schreiber, Milo Ventimiglia, Jeremy Strong, Brian Cox
2 : Corbin Bernsen, Robert Blake, Hugh Bonneville, Paul Burke, Steve Buscemi, Gabriel Byrne, Michael Chiklis, George Clooney, William Conrad, Jackie Cooper, David Duchovny, Ben Gazzara, Larry Hagman, Denis Leary, Damian Lewis, Kyle MacLachlan, E. G. Marshall, Rob Morrow, Ron Perlman, Billy Porter, Telly Savalas, Tom Skerritt, Robert Stack, Richard Thomas, Michael Tucker, Jack Webb, Bruce Willis

### Récompenses multiples
4 : Bryan Cranston (dont 3 consécutives), Dennis Franz (dont 2 consécutives)
3 : Bill Cosby (consécutivement), Peter Falk, James Gandolfini (dont 2 consécutives), James Spader (dont 2 consécutives pour le même rôle dans différents shows), Robert Young (pour 2 rôles différents, dont 2 consécutivement pour le même rôle)
2 : Edward Asner, Raymond Burr, William Daniels (consécutivement), E. G. Marshall (consécutivement), Daniel J. Travanti (consécutivement)